# Lázaro Chacón González
Pour les articles homonymes, voir Chacón.
Lázaro Chacón González, né le 27 juin 1873 à Teculután et mort le 8 avril 1931 à La Nouvelle-Orléans, est un homme d'État guatémaltèque. Il est président du Guatemala du 26 septembre 1926 au 13 décembre 1930.

## Biographie

### Jeunesse
Né à Teculután dans le département de Zacapa, Lázaro Chacón González est le fils de Juan José Chacón Paiz et de Soledad González Paiz qui meurt à sa naissance. Sa tante, Cleta Chacón, devient sa mère adoptive. Il est marié à Josefina Pazos.

### Présidence intérimaire
Le 25 mai 1926, le journal El Imparcial informe la population de la mise en place de la loi martiale à la suite de l'adoption du décret 916. Cette mise en application fait suite, selon ce même décret, à des « activités insidieuses et anti-patriotiques de certains éléments qui tentent de troubler la paix et le développement du pays ». Peu de temps après, le journal est interdit de circulation et seuls les journaux officiels Diario de Centro América (en) et El Guatemalteco pourront continuer leur publication. L'histoire prend une tout autre direction lorsque le dimanche 26 septembre, Orellana meurt dans sa chambre de l'Hôtel Manchén pendant des vacances à Antigua Guatemala. Le Diario de Centro America explique alors qu'une « violente angine de poitrine a mis fin à la vie de notre illustre président ». Cette disparition soudaine conduit à de nombreuses interrogations et des rumeurs d'empoisonnement circulent. Le général Lázaro Chacón González assume l'intérim, lève aussitôt la loi martiale et retire l'interdiction de publication des journaux privés.

### Présidence
Après la mort du président Orellana, Chacón est le premier à être envisagé pour remplacer le défunt président. Il appelle ensuite à des élections où son principal opposant est le général Jorge Ubico. Chacón l'emporte contre Ubico, en partie grâce à une campagne agressive menée contre celui-ci, par le biais du journaliste Clemente Marroquín dans sa rubrique Desnudando al ídolo,. Le gouvernement Chacón prend la liberté de créer la Banque national hypothécaire (Crédito Hipotecario Nacional), ainsi que la construction du bâtiment abritant la Faculté de médecine. C'est durant son mandat que sont achevés le Palais législatif et le chemin de fer national. Malgré une stabilisation de la monnaie guatémaltèque, le Quetzal, le pays subit de plein fouet les contrecoups de la crise économique de 1929.

### AVC et démission
En décembre 1930, le journal Nuestro Diairo rapporte les évènements suivant:
- Le 12 décembre, le général Chacón démissionne à la suite d'un accident vasculaire cérébral.
- Le général Mauro de León, successeur désigné au président, démissionne.
- Baudilio Palma, avocat et membre du cabinet, est nommé président par intérim.
- Le 16 décembre 1930, un coup d'État du général Manuel María Orellana Contreras[Note 2] pousse Palma à la démission après une courte bataille à l'intérieur du Palais présidentiel. Durant le combat, qui dure moins d'une heure, Palma et Mauro de León sont tués. Le pouvoir libéral qui se met en place nomme alors le général Roderico Anzueto à la position stratégique de chef de police[Note 3].
- Le 2 janvier 1931, José María Reina Andrade est nommé président intérimaire après la décision de plusieurs représentants de nations étrangères de ne pas reconnaître le pouvoir du Orellana Contreras et l'appel au déclenchement d'élections présidentielles.
- Le 7 février 1931, le général Jorge Ubico Castañeda remporte les élections et est nommé président. Après son discours inaugural, il milite pour une « marche vers la civilisation ». Rapidement après sa prise de fonction, il commence une présidence énergique, mais son pouvoir devient de plus en plus dictatorial.

## Mort
Chacón meurt à la Nouvelle-Orléans en Louisiane à l'âge de 57 ans.
Ses petits-enfants, Josefina Chacon de Machado et Carlos Gilberto Chacon Torrebiarte seront magistrats et présidents de la Cour suprême du Guatemala (en).